# Liste von Seerosenbrunnen
In dieser Liste sind Seerosenbrunnen aufgeführt, also Brunnen im öffentlichen Raum, die Seerosen zum Thema haben.

## Deutschland
| Bezeichnung                                            | Bild           | Standort                                                                        | Bundesland | Künstler                 | Errichtung Einweihung | Weitere Informationen                                                            |
| ------------------------------------------------------ | -------------- | ------------------------------------------------------------------------------- | ---------- | ------------------------ | --------------------- | -------------------------------------------------------------------------------- |
| Seerosenbrunnen (Berlin) (Lotos- oder Seerosenbrunnen) | weitere Bilder | Berlin, Friedrichshain-Kreuzberg, Friedenstraße 68, Ecke Palisadenstraße (Lage) | Berlin     | Rüdiger Roehl, Jan Skuin | 1986                  | Siehe auch: Liste der Brunnenanlagen im Berliner Bezirk Friedrichshain-Kreuzberg |
| Seerosenbrunnen (Bad Reichenhall)                      |                | Bad Reichenhall, zwischen evangelischer Stadtkirche und Pavillon                | Bayern     | Bruno Karbacher          | 1998                  | Pavillon & Brunnen auf bad-reichenhall-evangelisch.de                            |
| Seerosenbrunnen (Ursula Stock)                         |                | Koordinaten fehlen! Hilf mit.                                                   |            | Ursula Stock             | 2005                  | Der Brunnen befindet sich im Besitz der Künstlerin.                              |
| Seerosenbrunnen (Bad Windsheim)                        |                | Bad Windsheim, im Kurpark                                                       | Bayern     |                          |                       | Am Seerosenbrunnen im Kurpark finden Promenadenkonzerte statt.                   |